# 味噌カツ

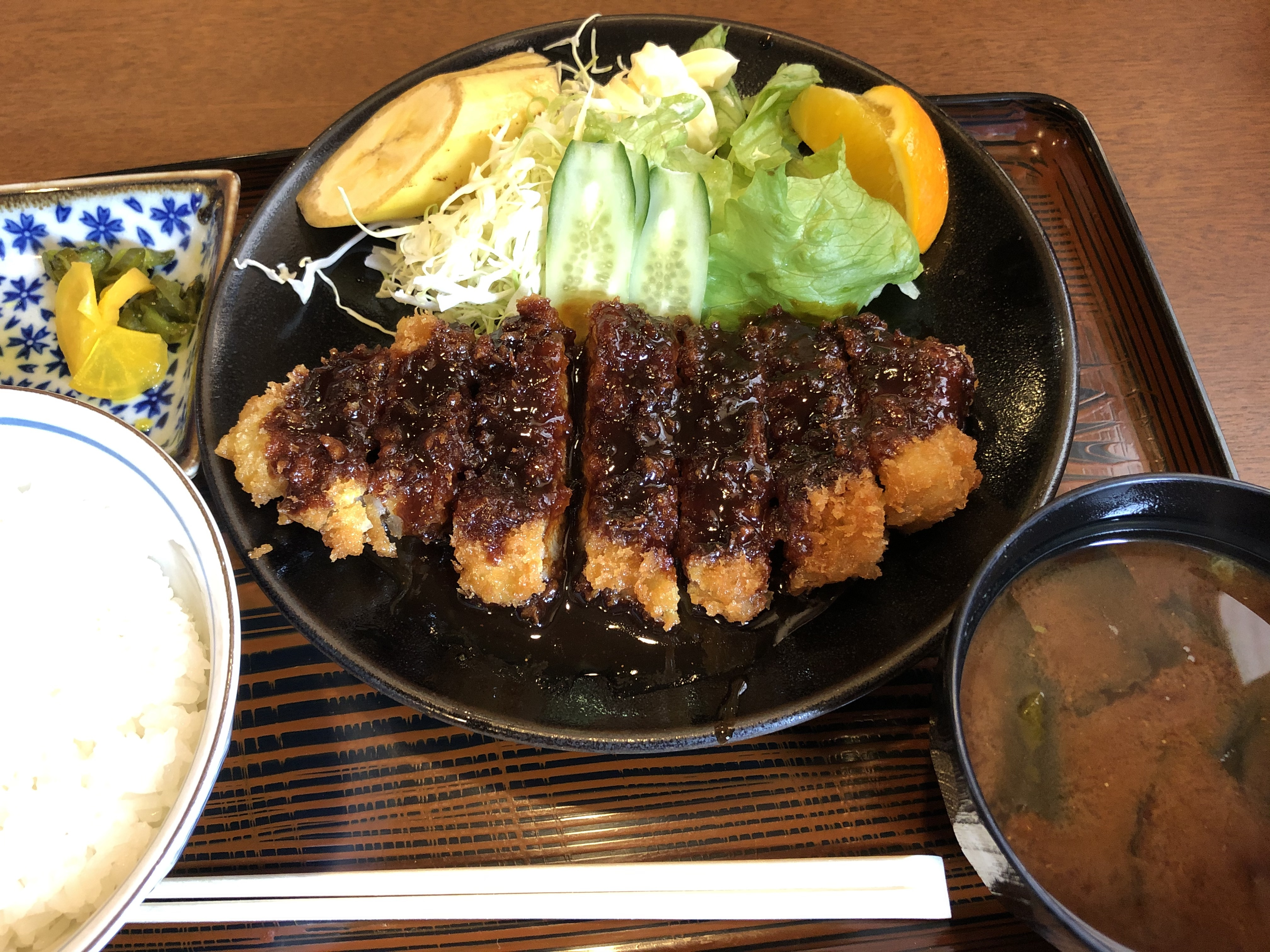
味噌カツ定食。タレは八丁味噌。西三河の飲食店にて。

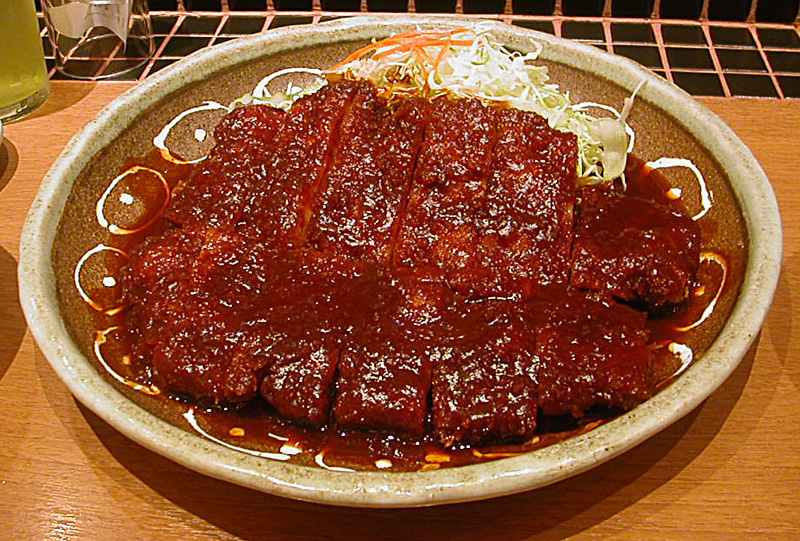
矢場とんのわらじとんかつ

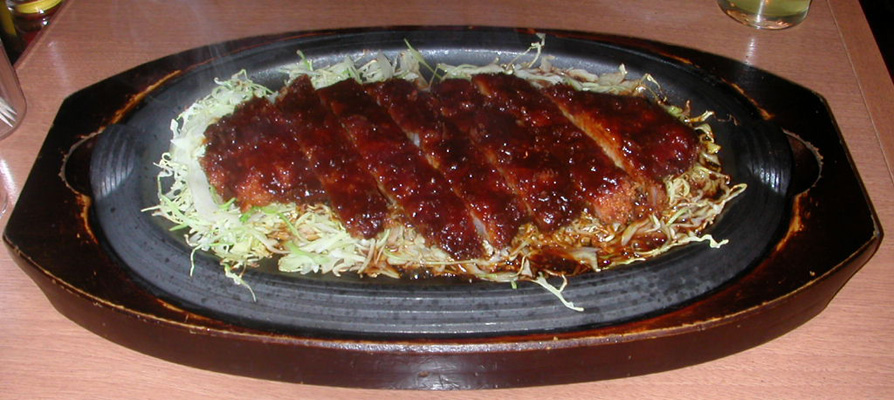
鉄板とんかつ:鉄板の上にキャベツと味噌カツが乗っている

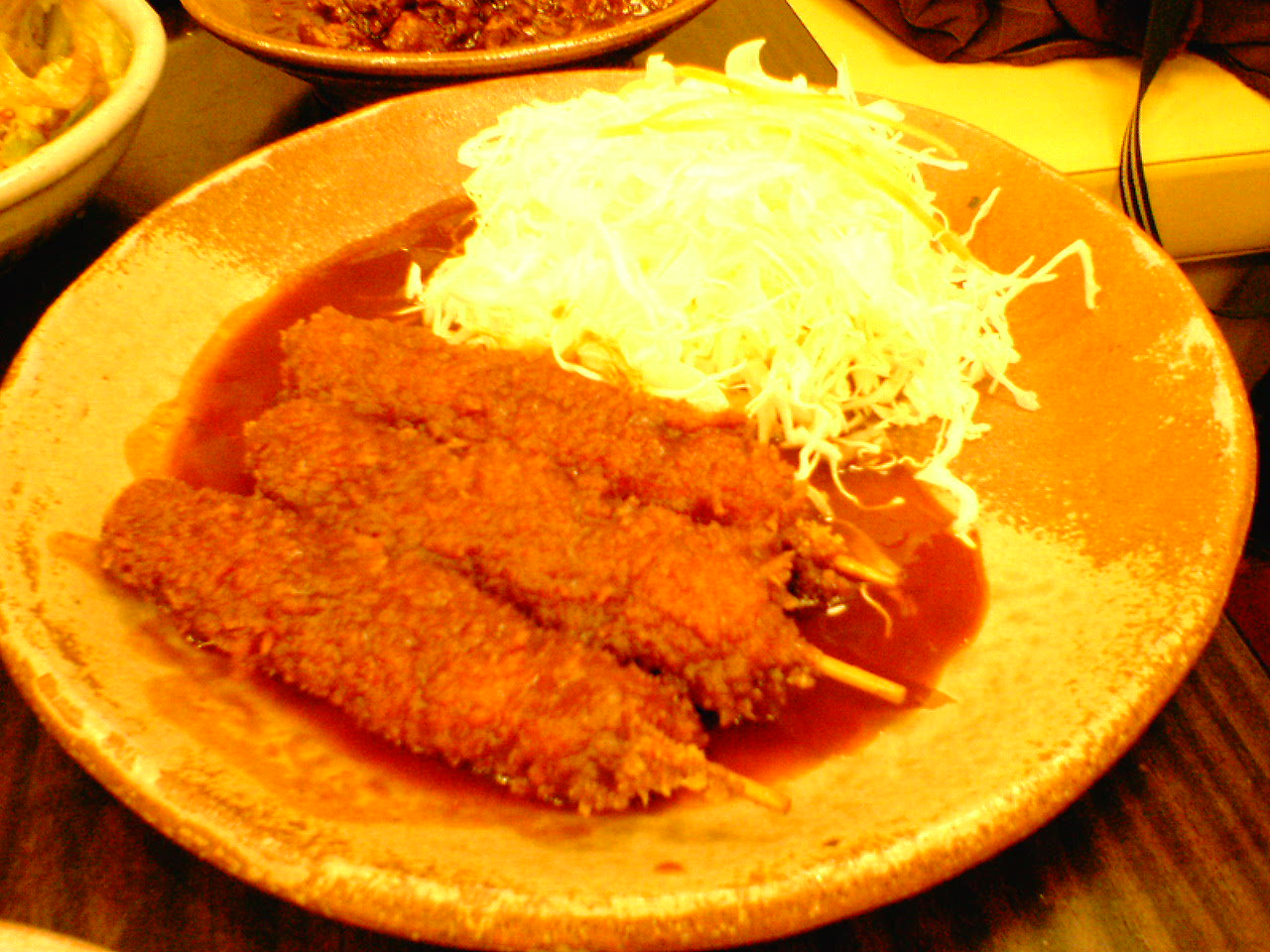
味噌串カツ

味噌カツ（みそカツ）は、豚カツに味噌をかけた料理。中京圏で供する飲食店が多い。
八丁味噌などの豆味噌のベースに店によって鰹出汁、砂糖など様々なものを加えた独自のタレを豚カツにかけたもの。一つの惣菜として並ぶこともあれば、カツ丼やカツサンドの形で用いられることもある。味噌ダレは東海地方を中心に市販され、味噌カツだけでなくおでんにも用いられる。

## 歴史
1967年（昭和42年）に刊行されたガイドブックに、愛知県名古屋市中区錦三丁目にあった「和食レストラン なごや」が、八丁味噌をベースにしたソースを豚カツにかけて提供している旨の記述があり、またその後1970年代に刊行された他の書籍などでも、名古屋市内や尾張地方周辺の店舗で広く提供されている旨の記述がなされている。
起源に関しては、平皿の上に豚カツを載せ、その上から味噌ベースのソースをかけた形態の味噌カツは三重県津市の「カインドコックの家 カトレア」が1965年（昭和40年）に考案したものであると店主自ら名乗りを上げており、これを味噌カツの発祥とする説があり、いくつかの書籍がこの説を紹介しているが、かかっている味噌ダレが津市と名古屋市で違うことから、三重県民の間で、同名の別物であるとする受け止め方があるという記述のある文献もある。なお、カトレアの味噌ダレがカツオなどのきいた甘くゆるめのものなのに対し、名古屋の味噌ダレは、赤味噌の色を濃く残した、こってりとしたものが多い。名古屋の味噌カツのルーツは戦後間もない屋台で、客が串カツを赤味噌で煮込んだどて煮に付けて食べていた事から1945年（昭和20年）創業の「気晴亭」や、1947年（昭和22年）創業の「矢場とん」が創業時にメニューとして出したのが味噌カツが誕生したとの説もある。また、名古屋にある「味処 叶」では味噌カツ発祥の店をうたっており、味処 叶では戦後間もない頃に、天丼をヒントに味噌カツ丼として誕生したのが味噌カツの始まりだとされている。また1927年（昭和2年）創業の名古屋最古の洋食店である「ラク亭」では戦前から味噌カツは存在していたと言い、名古屋の味噌カツの歴史は戦前から戦後間もない頃から存在していたと思われる。「名古屋めし」の一つとされる。

## 調合味噌
中京圏では、味噌カツに合う味に調整した味噌加工品が味噌製造会社から販売されており、家庭ではこれらを豚カツにかけて食べることも一般的である。味噌の他、砂糖、食塩、鰹節エキス、酢、増粘剤などが配合され、甘辛い味になっているものが多い。容器も、業務用のものもあれば、家庭用に適したものもあり、ナカモの「つけてみそかけてみそ」はマヨネーズに似たチューブ入りで、イチビキの「献立いろいろみそ」はゼリー飲料のパウチ容器に似たようなチューブに入っている製品がある。